# St. Ulrich (Alach)

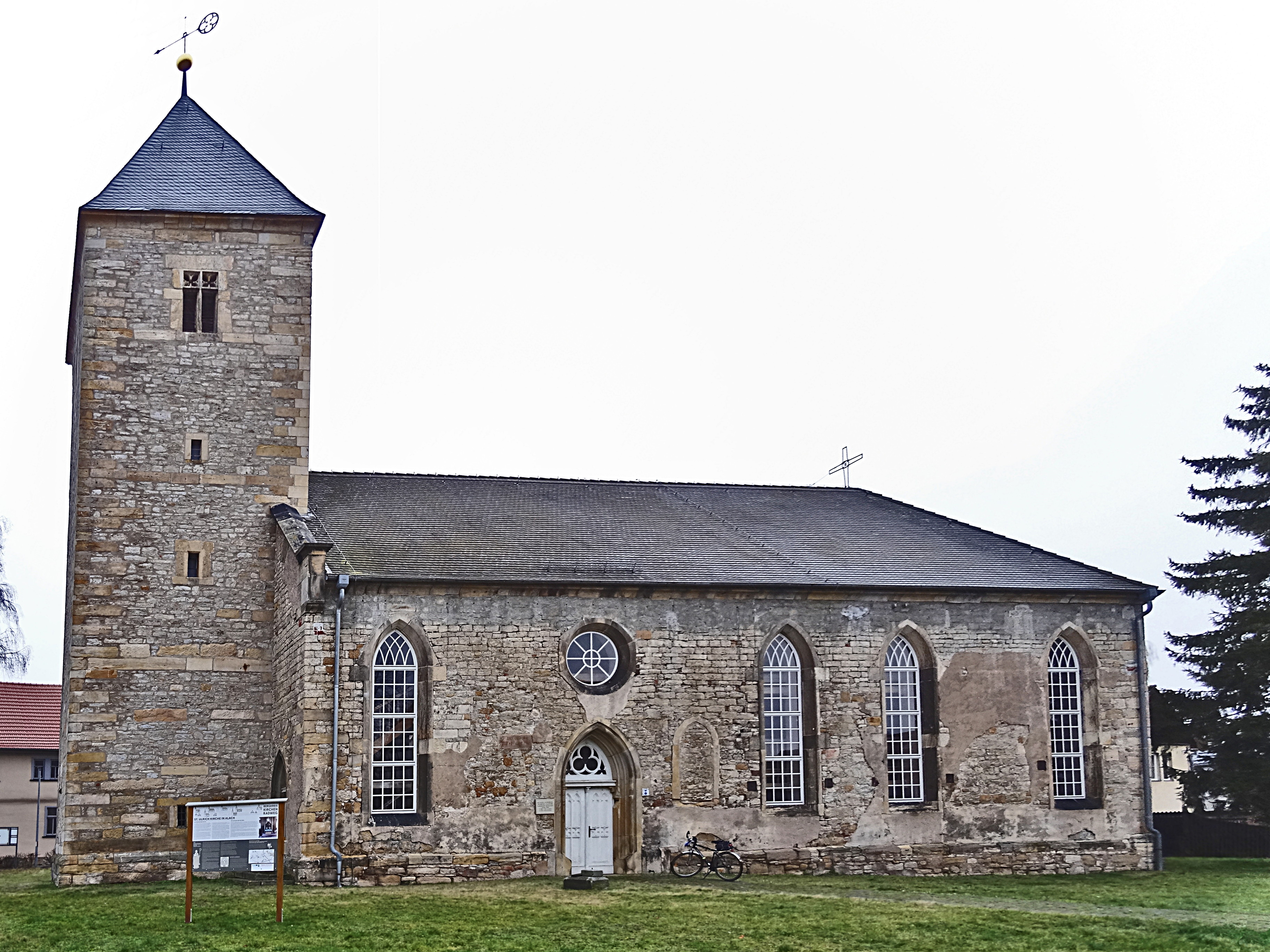
Kirche St. Ulrich

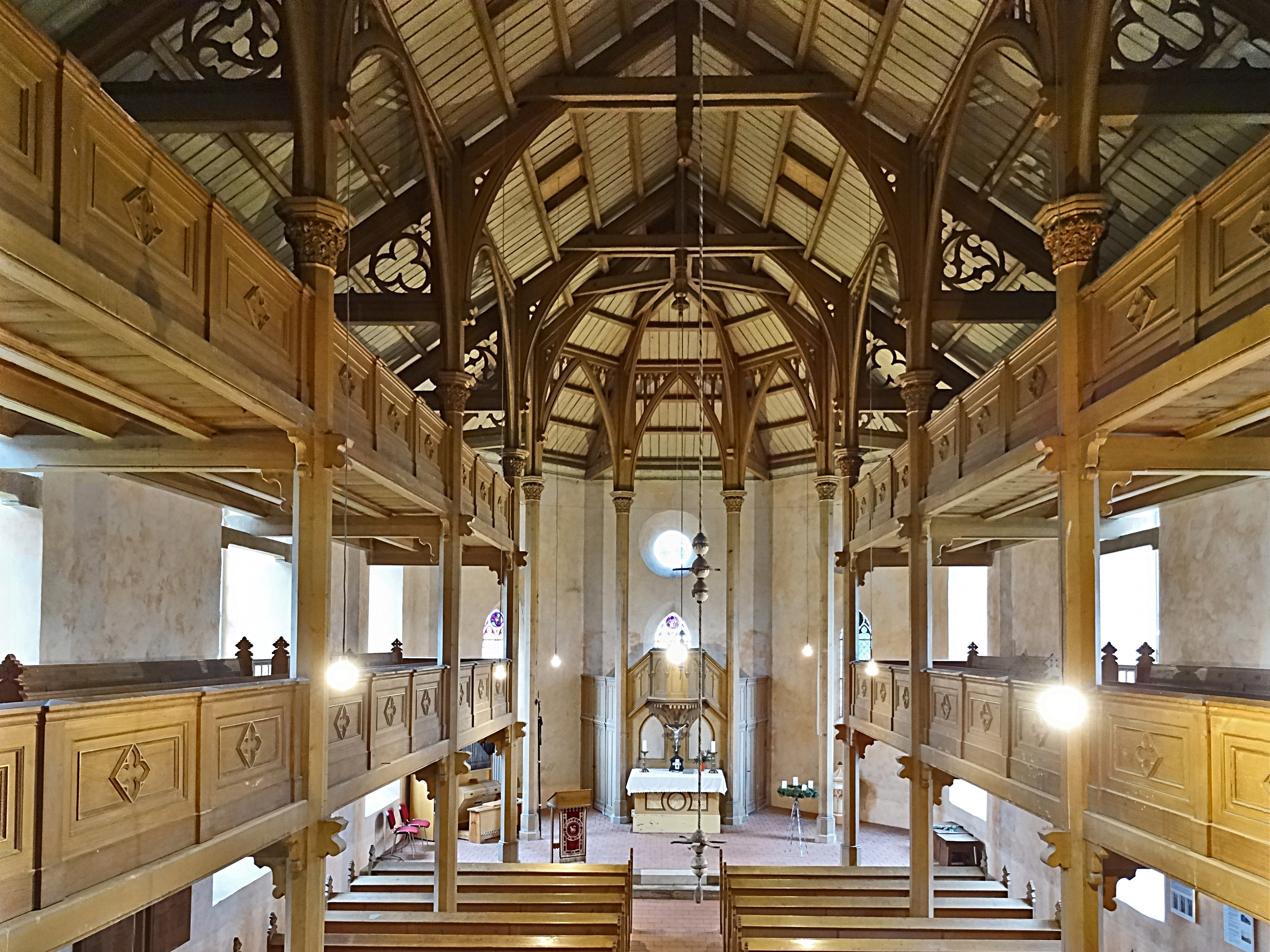
Innenansicht

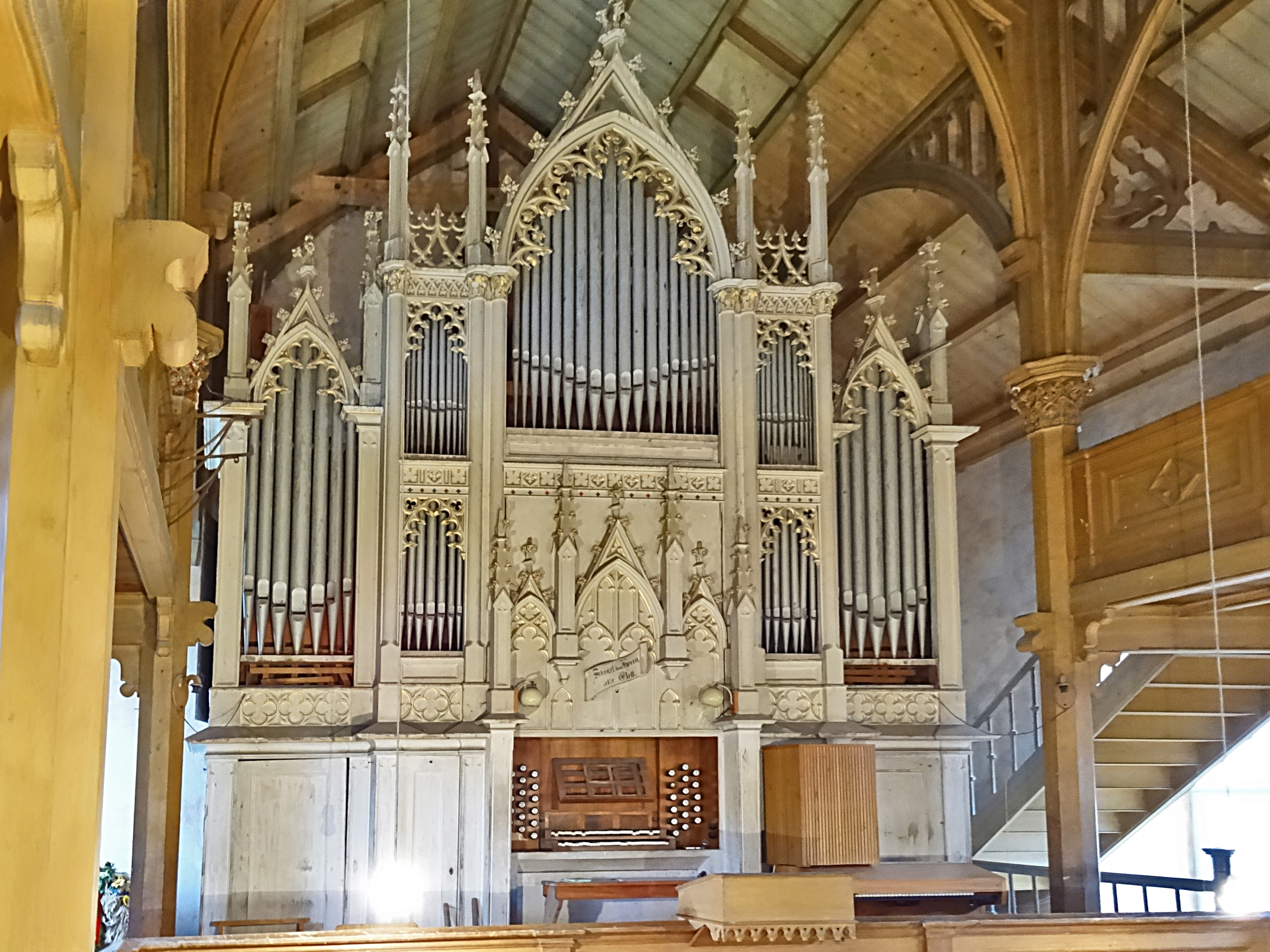
Orgel von Carl Daniel

Die evangelische Kirche St. Ulrich ist ein denkmalgeschütztes Kirchengebäude in Alach, einem Ortsteil von Erfurt in Thüringen. Die Gemeinde gehört zum Kirchenkreis Erfurt in der Evangelischen Kirche Mitteldeutschland.

## Geschichte und Architektur
An der Stelle des heutigen Gebäudes stand im 12. Jahrhundert eine Vorgängerkirche, die vor 1405 abgerissen und im selben Jahr durch eine andere ersetzt wurde. Der Turm stammt ebenfalls aus dieser Zeit. Ein Langhaus mit dreiseitigem Chorschluss wurde nach einer Inschrift 1510 errichtet und 1864 durch einen Brand zerstört. Das Gebäude wurde 1865 grundlegend umgebaut, eine umfassende Sanierung wurde 1991 vorgenommen. Der Innenraum ist in einem einheitlich neugotischen Stil gehalten, der Dachstuhl ist offen. Der Turm ist im Erdgeschoss kreuzgratgewölbt. An der Westseite befindet sich eine spitzbogige Sakramentsnische. Die Doppelempore ist umlaufend. Die Ausstattung wird durch eine Kanzel und eine Orgel ergänzt.

## Sanierungen nach 1991
Unter der Leitung des Architekturbüros Smits und Partner wurden in der Zeit von 2001 bis 2003 umfangreiche Sanierungsarbeiten durchgeführt. Die Bausubstanz des Schiffes und des Turmes wurde konstruktiv gesichert, die Schäden durch Schwamm an der Dachkonstruktion wurden behoben. Die Zeltdachkonstruktion aus den 1970er Jahren wurde im Jahr 2006 renoviert. Die Schieferdeckung wurde abgebrochen, die Unterzüge, Schwellen, Deckenbalken und Sparren wurden saniert. Notwendige Holzschutzarbeiten wurden vorgenommen und das Dach neu verschalt und vorgedeckt.